# Herrarnas 500 meter i hastighetsåkning på skridskor vid olympiska vinterspelen 1972
Herrarnas 500 meter i skridskor vid de olympiska vinterspelen 1972 avgjordes den 5 februari 1972 på Makomanai Open Stadium. Loppet vanns av Erhard Keller från Västtyskland.
38 deltagare från 16 nationer deltog i tävlingen.

## Rekord
Gällande världsrekord och olympiska rekord före Vinter-OS 1972:
| Världsrekord     | Leo Linkovesi (FIN)   | 38,0 | Davos, Schweiz       | 8 januari 1972  |
| Olympiskt rekord | Terry McDermott (USA) | 40,1 | Innsbruck, Österrike | 4 februari 1964 |

Följande nya världsrekord och olympiska rekord blev satta under tävlingen.
| Datum      | Idrottare     | Nation       | Tid   | OR | VR |
| ---------- | ------------- | ------------ | ----- | -- | -- |
| 5 februari | Hasse Börjes  | Sverige      | 39,69 | OR |    |
| 5 februari | Erhard Keller | Västtyskland | 39,44 | OR |    |

## Medaljörer
| Gren      | Guld                       | Guld       | Silver               | Silver | Brons                         | Brons |
| 500 meter | Erhard Keller Västtyskland | 39,44 (OR) | Hasse Börjes Sverige | 39,69  | Valerij Muratov Sovjetunionen | 39,80 |

## Resultat
| Placering | Idrottare               | Nation         | Tid   | Noteringar     |
| --------- | ----------------------- | -------------- | ----- | -------------- |
| 1         | Erhard Keller           | Västtyskland   | 39,44 | (OR)           |
| 2         | Hasse Börjes            | Sverige        | 39,69 |                |
| 3         | Valerij Muratov         | Sovjetunionen  | 39,80 |                |
| 4         | Per Bjørang             | Norge          | 39,91 |                |
| 5         | Seppo Hänninen          | Finland        | 40,12 |                |
| 6         | Leo Linkovesi           | Finland        | 40,14 |                |
| 7         | Ove König               | Sverige        | 40,25 |                |
| 8         | Masaki Suzuki           | Japan          | 40,35 |                |
| 9         | Mats Wallberg           | Sverige        | 40,41 |                |
| 10        | Hans Lichtenstern       | Västtyskland   | 40,55 |                |
| 11        | Pete Eberling           | USA            | 40,58 |                |
| 12        | Lasse Efskind           | Norge          | 40,60 |                |
| 13        | Tadayuki Hida           | Japan          | 40,62 |                |
| 14        | Vladimir Komarov        | Sovjetunionen  | 40,65 |                |
| 15        | Neil Blatchford         | USA            | 40,67 |                |
| 16        | Johan Granath           | Sverige        | 40,79 |                |
| 17        | Norio Hirate            | Japan          | 41,08 |                |
| 18        | Johan Lind              | Norge          | 41,14 |                |
| 19        | Keiichi Suzuki          | Japan          | 41,28 |                |
| 20        | Greg Lyman              | USA            | 41,30 |                |
| 21        | Gerd Zimmermann         | Västtyskland   | 41,35 |                |
| 22        | Jeong Chung-gu          | Sydkorea       | 41,42 |                |
| 23        | Otmar Braunecker        | Österrike      | 42,14 |                |
| 24        | David Hampton           | Storbritannien | 42,59 |                |
| 25        | Bruno Tonioli           | Italien        | 42,67 |                |
| 25        | Eddy Verheijen          | Nederländerna  | 42,67 |                |
| 27        | Jouko Salakka           | Finland        | 42,81 |                |
| 28        | Luvsanikhagvyn Dashnyam | Mongoliet      | 42,86 |                |
| 29        | Gerry Cassan            | Kanada         | 42,87 |                |
| 30        | John Cassidy            | Kanada         | 43,01 |                |
| 31        | Herbert Schwarz         | Västtyskland   | 43,03 |                |
| 32        | Jappie van Dijk         | Nederländerna  | 43,04 |                |
| 33        | Richard Tourne          | Frankrike      | 43,06 |                |
| 34        | Ard Schenk              | Nederländerna  | 43,40 |                |
| 35        | Jim Lynch               | Australien     | 43,51 |                |
| 36        | Colin Coates            | Australien     | 44,74 |                |
| –         | Ole Christian Iversen   | Norge          |       | Slutförde inte |
| –         | John Wurster            | USA            |       | Slutförde inte |